# Robert Greenwald
Pour les articles homonymes, voir Greenwald.
Robert Greenwald, né le 28 août 1945 à New York, est un réalisateur et un producteur de cinéma et de télévision américain.
Réalisateur d'expérience, il s'est récemment fait connaître en réalisant ou en produisant des documentaires engagés traitant de la guerre en Irak, de l'empire de presse de Rupert Murdoch, de l'élection de George W. Bush ou encore de la chaîne de supermarchés Wal-Mart.

## Filmographie sélective

### Documentaires

#### Comme réalisateur
- 2003 : Uncovered: The Whole Truth About the Iraq War
- 2004 : Uncovered: The War on Iraq
- 2004 : Outfoxed: Rupert Murdoch's War on Journalism
- 2005 : Wal-Mart: The High Cost of Low Price (vidéo)

#### Comme producteur
- 2002 : Unprecedented: The 2000 Presidential Election
- 2003 : The Crooked E: The Unshredded Truth About Enron (télévision)
- 2004 : Unconstitutional (vidéo)
- 2005 : Trump Unauthorized (télévision)

### Longs-métrages de fiction

#### Comme réalisateur
- 1980 : Xanadu — qui lui a valu le Razzie Award 1981 du pire réalisateur.
- 1988 : Sweet Hearts Dance
- 1993 : Hear No Evil
- 1997 : Breaking Up
- 1999 : The Living Witness
- 2000 : Steal This Movie! (en)

### Comme producteur
- 1998 : Charme fatal (Blood on her Hands, téléfilm)

## Distinctions

### Récompenses
- 1981 : Razzie Award du pire réalisateur (Worst Director) pour le film Xanadu de 1980.